# 세계평화통일가정연합
세계평화통일가정연합(世界平和統一家庭聯合, 영어: Family Federation for World Peace and Unification) 1954년 대한민국에서 문선명이 창시한 신흥 종교단체이다. 원래 명칭은 ‘세계 기독교 통일 신령 협회’였으나 1997년 4월에 개칭하였으며, 약칭하여 통일교(統一敎)라고 한다. 본부는 경기 가평군 설악면에 위치하고 있으며, 이곳에는 천정궁을 비롯한 통일교 성지가 조성돼 있다.
창시자이자 교주인 문선명을 재림 메시아로, 현재 교주인 한학자를 초림 독생녀로 믿는다. 한국지부의 이름은 신한국가정연합(神韓國家庭聯合)이며 2020년 5월, 가정연합 위에 하늘부모님성회(Heavenly Parent's Holy Community)라는 상부조직을 새로 창립하였다.
2012년에 교주 문선명 총재가 사망한 이후, 한학자 총재가 통일교의 2대 교주로 섭리를 이끌어가고 있다. 통일교의 특징은 종교활동 이외에 사상·정치·경제·문화·예술·학술·언론·교육 등 다방면으로 사업을 운영하고 있다는 사실이다. 대표적인 교육사업으로는 선문대학교, 언론사는 세계일보와 워싱턴타임즈, 기업은 일화(一和) 등이 있다.

## 역사
창시자 문선명은 1951년 부산에서 피난 생활을 하면서 〈원리〉원본을 집필하고 1952년 부산과 대구 등지를 중심으로 포교활동을 시작한다. 1954년 5월 서울로 교단의 기반을 옮기며 '세계기독교통일신령협회(현 세계평화통일가정연합)'를 창립하였다. 1958년에는 전국에 선교사를 파견하며, 같은 해 일본에, 1959년에는 미국에 선교사를 파견하였으며, 1965년에 문선명과 한학자 총재가 직접 세계 40개국을 순방하였고, 1972년에는 미국에 건너가 선교활동을 지휘하는 등 초기부터 적극적으로 해외 활동을 전개해왔다.
초기 세간의 이목이 집중된 것은 이른바 '연대·이대 사건'이라는 것으로, 1955년에 대표적인 개신교 대학인 연세대학교에 재직 중이던 교수 박상래와 일부 학생들이 세계평화통일가정연합에 입교하였고, 이화여자대학교에서는 양윤영을 비롯한 일부 교수들과 몇몇 학생들이 세계평화통일가정연합으로 개종하였다. 게다가 총장의 지시로 세계평화통일가정연합의 내사 및 진상조사에 나섰던 이화여자대학교의 교수 김영운까지 세계평화통일가정연합의 교리를 받아들여 개종함으로써, 이화여자대학교는 교수 5명과 학생 14명을 제적시켰고, 연세대학교는 교수 1명을 면직하고 학생 2명을 제적하는 일이 발생하였다. 이를 계기로 시작된 세계평화통일가정연합과 기존 개신교 간의 갈등이 본격적인 이단시비로 비화되었다.
1960년대에는 승공활동 등을 통하여서 공산주의를 극복하는 사상적인 활동을 벌였다. 1970년대 이후에도 이 활동은 계속 이어졌으며, 외국으로의 진출과 함께 1980년대 후반부터는 북한을 비롯한 공산주의 국가들과의 교류도 이어졌다. 공산주의의 침몰과 더불어 몰락하여 가던 사상적인 기조를 바로잡기 위하여서 많은 국가에서 세계평화통일가정연합을 국교 비슷하게 유지시키기도 하였다. 하지만, 그와 함께 탄압도 많이 이어졌으며, 북한에서의 평화자동차 사업과 같은 대북 지원 사업이 지속적으로 이어짐과 함께, UN 활동이나 네팔에서의 정치 활동, 한국에서의 평화통일가정당을 통한 출마 등 다양한 대외 활동이 이어졌다. 2000년대 이후에는 주로 외국에서의 기반들을 한국에 정착시키는 활동들에 주력하였고, 2012년 9월 3일 문선명 총재의 사망 이후로 교리나 사상적인 정리 사업이 이루어지고 있다. 현재 세계평화통일가정연합은 '초림독생녀', '참어머님'으로 불리는 한학자 총재가 실권을 잡고 있으며, 사망 전 문선명에 의해 유일한 후계자로 지명받은 전 세계회장 문형진은 별개 세력화를 선언한 상태이다.
세계평화통일가정연합에 많은 관심을 가진 조나단 웰스라는 사람은 세계평화통일가정연합에서 주장하는 세계관을 과학적 사실로 조명하기 위해 관찰되는 현상인 진화에 대한 공격성을 담은 글들을 써서 정리했고, 이는 이후에 한국창조과학회 등의 창조과학을 주장하는 사이비 과학 집단의 방향성을 "반진화"라는 방향으로 만들어버린 계기가 되었다.

## 주요 교리

### 원리강론
《원리강론》은 세계평화통일가정연합의 핵심 경전이며, 처음에는 《원리해설》이라는 이름으로 문선명 총재에 의해 1952년에 만들어졌는데, 1966년 이를 바탕으로 유효원 협회장을 중심으로 안창성, 유광열, 장영창 등이 참여하여 《원리강론》으로 증보 간행되었다.. 이 원리강론은 총 556 페이지로 되어 있으며, 내용은 전편과 후편으로 나뉘어 있다.

#### 전편
전편은 천지 창조의 원리와 인간 타락의 진실, 종말의 의미, 메시아의 강림과 그 재림의 목적, 부활의 의의와 부활섭리, 예정설에 대한 올바른 이해, 그리스도에 관한 것(하늘부모님을 중심한 예수와 성신과의 관계, 예수와 성신과 타락인간과의 관계, 중생과 삼위일체에 관한 문제들)을 다룬다.

#### 후편
후편은 아담 가정과 노아 가정, 그리고, 모세와 예수를 중심으로 한 복귀섭리, 섭리역사의 각 시대 등에 관한 것을 다루고 있다. 인류의 역사과정을 소생기, 장성기, 완성기로 나누는데 소생기는 '구약시대', 장성기는 '신약시대', 완성기는 '성약시대'에 해당된다고 가르친다. 또한 각 시대에는 중심종교가 있는데 소생기에는 유대교, 장성기에는 기독교, 완성기에는 세계평화통일가정연합을 통해서 구원역사가 펼쳐진다고 가르친다. 소생기에는 구약성서, 장성기에는 신약성서, 완성기에는 원리강론을 통해 하나님이 말씀하신다는 것이다. 타락을 성적인 간음 문제로 보면서 복귀는 제사의 형식이나 방법을 얘기하고 있으며, 타락과 복귀의 연결고리를 찾아볼 수 있다.

#### 표절 논란
《원리강론》에 대해서 표절 논란도 있다. 문선명 총재는 세계평화통일가정연합을 창설하기 이전 1943년에 당시 개신교 교단들로부터 이단으로 배척받던 이스라엘수도원교회의 서울 상도동 집회소의 인도자로 파견된 적이 있는데, 이 교회의 책임자 김백문이 1954년 《성신신학(聖神神學)》, 1958년 《기독교 근본원리》를 저술했을 당시 문선명 총재는 김백문의 교회에 다니고 있었다. 현재 《원리강론》의 구조, 용어, 내용이 김백문의 저서와 유사하므로 단지 표절에 불과하다는 견해 가 있는데, 이에 대해 세계평화통일가정연합에서는 《원리강론》은 본래 1952년의 〈원리〉원본을 바탕으로 구성되었기 때문에 저술 시기가 그보다 앞서고, 세부 구조와 내용은 전혀 다르므로 근본적으로 서로 상이하며 독립된 경서라는 입장이다. 또한, 현대종교라는 기독교계 잡지에서는, 김백문과 문선명 총재의 사상적 관련성을 찾지 못하였다고 하였다.

《원리원본(문선명의 첫 저서)》(1952년 발행)은 한국의 신비주의적 기독교 개혁운동의 흐름을 펌하는 '이스라엘 수도원'김백문[29] 의 저작 《기독 교근본 원리》

(1946년 3월 2일 기초, 1958년 3월 2일 발행)의 집필 중에 문선명이 표절했다는 증언이 있다.
문선명은 김백문이 1952년 부산 동래에서 피난 중 집필하던 원고 '타락, 복귀원리'를 보고 원고교정을 봐 드리겠다고 가지고 가서 6개월 이상 가져오지 않는 소동을 일으키기도 하였다.

《기독교 근본원리》의 '타락원리'는 《원리원본》,《원리강론》의 '타락론'과 매우 유사할 뿐만 아니라 상세하다. 또 '체휼(体恤)'의 오용 등 공통의 실수가 있기 때문에 《원리원본》,《원리강론》이 표절했을 가능성이 높다고 생각된다.

### 성주교와의 유사성
문선명 총재의 배우자 한학자 총재의 친모 홍순애와 홍순애의 어머니는 김성도가 창시한 성주교 출신이다. 이런 이유로 인해 통일교의 교리중 많은 부분이 성주교의 주요교리와 유사하다. 김성도의 아들 정석천의 증언에 의하면 김성도 여인의 메시지 내용은 다음과 같이 다섯 가지로 요약된다.  
첫째, 죄의 뿌리는 선악과라는 과일을 따먹은 것에서부터 온 것이 아니라 잘못된 남녀 관계가 원인이 되어 나타났다. 즉 음란의 행위가 타락의 동기가 되었다.  
둘째, 예수님께서 십자가의 길을 가기 위해 오신 것이 아니라 돌아가시지 않고 뜻을 이루었어야 한다. 
셋째, 하나님은 2가지 슬픔을 갖고 있는데, 아담이 타락하는 순간을 아시면서 간섭하시지 못하시고 바라만 볼 수밖에 없으셨던 슬픔, 그리고 예수님께서 하나님의 뜻을 십자가에 돌아가시지 않고 살아서 이루셔야 하는데도 불구하고 인간의 불신으로 말미암아 예수님이 십자가에 못 박히시는 장면을 보시는 슬픔이었다. 
넷째, 재림 주님은 구름을 타고 오시는 것이 아니라 여인의 몸을 통해 오신다. 
다섯째, 재림 주님은 한국으로 오시며 만인이 한국을 신앙의 종주국으로 알고 찾아오게 된다.

### 창조 과학
문선명의 가르침을 따라 "진화론의 약점"을 정리한다는 명목으로 조나단 웰스를 비롯한 지적설계 옹호자들이 정리한 내용이 책으로 나왔으며, 이는 현재 창조과학에서 주장하는 대부분의 것들로서, 사실상 창조과학의 기원 중 반진화 관련 주장은 통일교에서 기원한 것으로 알려져 있다.

### 기독교에 대한 무지
기독교의 중심적 사상인 '(하나님에 의한) 용서'라는 단어가 한 곳도 기재되어 있지 않다. 대신 '속죄'라는 의미로 '탕감(蕩減)'이 다수 기재되어 있다.
그리스도인이라면 곧 알아차리는 실수이지만 '탕감'은 성경에 10곳에 기재되어 있는 '용서'를 의미하는 말이다.그것을 그들은 모른다. 즉 성경을 제대로 읽은 적이 없는 것을 알 수 있다. 또 '탕감'은 일반적으로도 자주 언론에 나오는 금융용어로 상식적인 말이기도 하다.

마찬가지로 '체휼(體恤)'를 모른다. 이것도 성경에 몇 군데 나오는 말로 '불쌍함'을 의미하는 말이다.이것은 김백문도 같은 실수를 하고 있다. 게다가 ‘수육(受肉)’이라는 기독교의 가장 중요한 말도 모른다. 그들의 내부 교재에는 체휼(體恤)과 동의어로 적혀 있다.

## 활동 및 사업
종교 사업 이외에도 정치, 기업, 교육, 의료, 예술, 언론 등 광범위한 분야에 진출하고 있다.

### 정치
대한민국에서 정당으로는 평화통일가정당(구 천주평화통일가정당)의 설립을 비롯하여, 국제승공연합이나 아벨유엔 등을 조직하여 국제적인 활동을 활발히 전개하고 있다. 이외에도 세계평화통일가정연합은 과거부터 정치적 활동에 주목해왔으며, 그에 따른 결과로 워터게이트 사건이 일어나는 동안 닉슨 대통령을 지원했다. 그들은 냉전동안 반공주의자들을 지원해왔는데, 닉슨 역시 반공주의자였기 때문이라고 한다. 또한 세계평화통일가정연합은 미국 워싱턴, 대한민국, 일본과 남아메리카에 신문사를 소유하고 있기도 하다.

### 교육
대표적 산하단체로 학교로는 대한민국 충청남도 천안시 및 아산시에 있는 종합대학교인 선문대학교를 비롯해, 경기도 가평군의 선학유피대학원대학교와 청심국제중학교·청심국제고등학교, 서울특별시 광진구의 선화예술고등학교, 선화예술중학교와 경복초등학교, 서울특별시 은평구의 선정국제관광고등학교, 선정고등학교, 선정중학교 등이 있으며, 미국에는 통일신학대학원(UTS), 브리지포트대학교 등이 있다. 2019년 5월에 브리지포트대학교는 통일교와 단절을 선언했다.

### 학술
학술단체인 '국제문화재단(ICF)'과 교수단체인 '세계평화교수협의회'와 '국제크리스천교수협의회'가 있으며, 대한민국의 각 대학 내에는 '원리연구회', '국제기독학생회', '남북통일 전국학생총연합' 등의 종교동아리를 조직했다. 또한, '국제과학통일회의'를 주관하고 있다.

### 기업
통일그룹 산하의 일화, 선원건설, 일신석재, 용평리조트, 세계일보, 세일여행사, 청심국제병원 보관됨 2014-12-18 - 웨이백 머신 등을 경영한다.
특히, 평화자동차는 조선민주주의인민공화국에 자동차 공장을 세워 '휘파람'이라는 자동차를 생산 및 시판하고 있다. 하지만 2012년 9월 3일 문선명 총재 사망 이후 평화자동차를 북한에 경영권을 넘겼다.

### 언론
언론으로는 세계 4대 통신사의 하나인 UPI를 인수하여 경영하는 한편, 미국에서 1977년 뉴스 월드(News World), 1982년 워싱턴 타임스(Washington Times), 대한민국에서 1989년 세계일보, 2005년 스포츠월드, 일본에서 세카이닛포, 중동의 미들 이스트 타임스(Middle East Times), 중남미의 티엠포스 델 문도(Tiempos del Mundo) 등을 창간하였다.

## 가문 구성원
문선명의 가족 관계.(3세대 이후 자손들에 대해 서술이 필요하다.)
- 제 1대 총재 문선명(1920.2.25~2012.9.3)
- 1처 최선길
  - 장남 문성진(1946.4.2~)
- 2처 
  - 차남 문인진(1955.8.17~1969.8.1)
- 본처 한학자(1943.2.10~) - 제4대 총재
  - 장녀 문예진(1961.1.27~)
  - 3남 문효진(1962~2008)
  - 차녀 문혜진(1964)
  - 3녀 문희진(1965~)
  - 5남 문흥진(1966.10.23~1984.1.20)
  - 4녀 문은진(1967~)
  - 6남 문현진(1969.5.25~)
  - 7남 문국진(1970.7.17~)
  - 8남 문권진(1975~)
  - 5녀 문선진(1976~) - 제3대 총재
  - 9남 문영진(1978~1999)
  - 10남 문형진(1979.9.26~) - 제2대 총재
  - 6녀 문연진(1981~)
  - 7녀 문정진(1982~)
- 내연녀 최씨
  - 4남 박사무엘(1966.1.26~)

## 다른 종교의 입장

### 세계적인 관점
로마 교황청 신앙교리성 비그리스도교 사무국은 세계평화통일가정연합을 기독교가 아닌 사교(邪敎)로 간주하여 1985년에 "평신도와 수도자 그리고 특히 사제들은 세계평화통일가정연합이 주관하거나 후원하는 단체에 일체 참여하지 말라"는 취지를 전 세계 가톨릭교회에 권고했다.

### 한국 내 관점
세계평화통일가정연합은 기독교의 경전인 《성경》을 교리의 기초로 삼는 등 기독교와 상당히 유사하였지만 다른 행보로 초기부터 논란이 있었다.
대한민국의 개신교계는 이 종교를 명백히 배척하여 1979년 4월 대한예수교장로회에서는 세계평화통일가정연합에 관한 성명을 발표하면서 세계평화통일가정연합은 기독교가 아니라고 선언하였다. 또한 세계평화통일가정연합은 이단이라고 분류하였다. 그러나 이 집단의 영향을 크게 받은 한국창조과학회에 대해서는 관대한 모습을 보이고 있다.
한국 로마 가톨릭교회(천주교)에서는 교황청 비그리스도교 사무국의 권고에 따라 세계평화통일가정연합에 대해 강경하게 대응하고 있다. 한국 불교계가 세계평화통일가정연합에 대해 공식적인 입장을 표명한 적은 없지만, 2010년 열린 당시 '통일교 세계본부교회(현 세계평화통일가정연합 천복궁가정교회)'의 봉헌식에 조계종 총무원장 자승 스님은 "통일교(현 세계평화통일가정연합)의 무궁한 발전을 기원하며, 불교와의 소통과 화합을 기대한다."라고 축사를 했고, 태고종 총무원장 인공 스님이 참석해 세계평화통일가정연합의 앞날을 기원했다.

## 같이 보기
- 국제승공연합(國際勝共聯合, ja:国際勝共連合, International Federation for Victory over Communism)
- 기시 노부스케/사토 에이사쿠 & 아베 신조
- 국제관계위원회 산하 국제기구소위원회
- 프레이저 보고서
- 코리아게이트
- 박보희
- 박동선
- 통일교회의 경제활동(영어판)
- 통일교회와 북한과의 관계(영어판)
- 문선명 패밀리(영어판)
- 미국의 통일교회(영어판)
  - 윈드햄 뉴요커 호텔(영어판) - 통일교회가 소유하고 있으며, 미국 본부가 위치하고 있다
- 1984년 문선명 탈세혐의 사건(영어판)
- 네팔 가정당(en:Nepal Pariwar Dal) VS 네팔 노동자농민당(en:Nepal Workers Peasants Party)
- 창조과학
  - 한국창조과학회